# Cicurina harrietae
Cicurina harrietae là một loài nhện trong họ Dictynidae.
Loài này thuộc chi Cicurina. Cicurina harrietae được Willis J. Gertsch miêu tả năm 1992.